# Volaticotherium
Volaticotherium antiquum — вимерлий планерний комахоїдний ссавець, який мешкав в Азії протягом юрського періоду, приблизно 164 млн років тому. Це єдиний представник роду Volaticotherium. Відкриття Volaticotherium забезпечило найдавніші відомості про планерного ссавця (на 70 мільйонів років старше, ніж наступний найдавніший приклад), а також надало додаткові докази різноманітності ссавців протягом мезозойської ери. Близькоспоріднений і значно старший Argentoconodon демонструє подібні посткраніальні адаптації для повітряного пересування, які також спостерігаються у Volaticotherium.

## Відкриття
Єдина відома скам'янілість Volaticotherium була знайдена в пластах Даохугоу в окрузі Нінчен, Внутрішня Монголія, Китай. Вік пластів Даохугоу наразі невідомий і є предметом дискусій, але більшість досліджень припускають, що вік становить приблизно 164 плюс-мінус 4 мільйони років тому. Опис опубліковано в номері журналу Nature.

## Опис

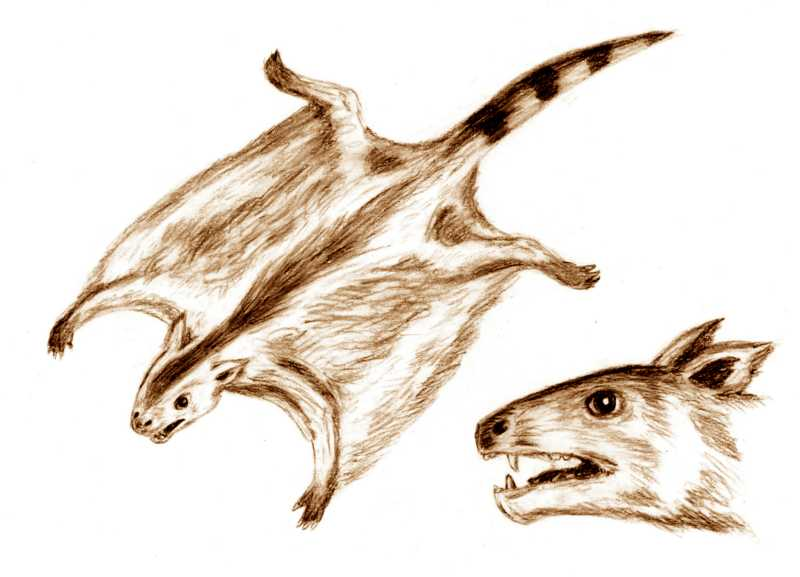
Реставрація

Volaticotherium мав планерну мембрану (подібно до політухи), яка простягалася не лише між кінцівками та принаймні основою хвоста, а й між пальцами, «затискаючи» їх. Вона була густо вкрита хутром. Хвіст був плоским, що збільшувало аеродинамічний профіль, а кінцівки були пропорційно довгими, порівнянними з кінцівками сучасних летючих і планерних ссавців. Пальці ніг були хапальними, як це характерно для деревних ссавців; рука, однак, погано збереглася, тому її анатомія незрозуміла. Зуби Volaticotherium були дуже незвичайними, вони мали довгі, вигнуті, спрямовані назад горбки, які, можливо, використовувалися для нарізання; це, у поєднанні з довгими іклами, вказує на м'ясоїдну їжу, яка за свого невеликого розміру, ймовірно, складалася з комах. Це підтверджується дослідженням, яке відносить його до таксонів комахоїдних, тоді як споріднений Argentoconodon віднесено до таксонів м'ясоїдних. Було відмічено, що більшість планерних ссавців є переважно травоїдними, що зробить м'ясоїдних Volaticotherini справді винятковими. Зокрема, самого Volaticotherium порівнюють з комахоїдними кажанами, а його стегнова кістка має унікальні пристосування серед ссавців, які роблять його стійким до навантажень у польоті та роблять наземне пересування громіздким.

## Класифікація
Автори опису Volaticotherium виділили для нього окрему родину Volaticotheriidae і порядок Volaticotheria. Однак Zhe-Xi Luo (2007) зазначив, що Volaticotherium насправді може бути евтриконодонтом. Зрештою це було підтверджено філогенетичним аналізом, проведеним Leandro C. Gaetano та Guillermo W. Rougier (2011, 2012); ці аналізи виявили Volaticotherium antiquum як евтриконодонт, який належав до родини Triconodontidae та підродини Alticonodontinae, і був особливо тісно пов'язаний з родами Argentoconodon та Ichthyoconodon і, можливо, Triconolestes. Більш пізні дослідження зберігають цей зв'язок, але переміщують Volaticotherium, Argentoconodon, Ichthyoconodon, Jugulator (і, можливо, через асоціацію, Triconolestes) у більш базальне положення серед триконодонтидів, подалі від Alticonodontinae.